# Jorge Manrique

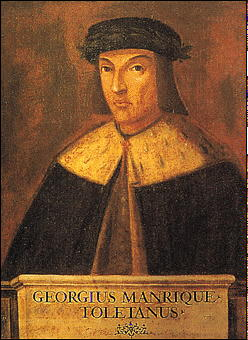
Jorge Manrique

Jorge Manrique (n. 1440, Paredes de Nava, Palencia — d. 1479, Santa María del Campo, Cuenca) a fost un poet spaniol, unul dintre clasicii literaturii spaniole.
A scris o lirică în maniera poeziei de curte a epocii, alcătuită din versuri erotice, satirice sau burlești.
Este autorul volumului de versuri „Coplas por la muerte de su padre” (1476), considerată capodopera sa, care exprimă, în sonorități grave și reținute, o elevată meditație asupra destinului uman, prefigurând Renașterea.

## Biografie
Nu se cunosc cu exactitate nici data, nici locul de naștere ale poetului. În general se consideră că s-a născut în Paredes de Nava (Palencia), deși nu e exclus s-o fi făcut în Segura de la Sierra (Jaén), capitala comitatului pe care îl administra tatăl său, don Rodrigo și principala reședință a familiei Manrique. S-a afirmat de asemenea că s-a născut între a doua jumătate a anului 1439 și prima a anului 1440, sigur fiind doar că nu s-a născut nici înainte de 1432, an în care părinții săi s-au căsătorit, și nici după 1444, în care Rodrigo Manrique, după ce îi murise soția, a cerut permisiune pentru a se căsători din nou.
De aceleași neclarități ne lovim dacă încercam să vorbim despre copilăria sau tinerețea sa, în timpul cărora e posibil să fi trăit în Segura de la Sierra, până în anul 1465, când apare numele său într-un document relaționat cu această localitate. Ceea ce este sigur e că a mers pe aceeași linie cu familia sa în chestiuni politice și administrative : i-a combătut pe arabi și a participat la intrigile și lupta politică din preajma urcării controversate pe tron a „Regilor Catolici”. 
Tatăl său, Rodrigo Manrique, Conte de Paredes de Nava, a fost maestru al ordinului Santiago și una dintre persoanele cele mai influente din epoca sa. A murit din cauza unui cancer, care i-a desfigurat chipul, în 1476. Mama sa a murit pe când poetul era doar un copil. Jorge Manrique a studiat filologie și artă militară. Unchiul său, Gómez Manrique, a fost de asemenea un bun poet și dramaturg, iar din familia lui Jorge nu lipseau și alți bărbați de Litere sau buni militari. Familia Manrique de Lara, una dintre familiile nobiliare cele mai vechi din Spania, deținea unele din cele mai importante titluri din Castilia : ducatul de Nájera, comitatul de Treviño sau marchizatul de Aguilar de Campoo, nelipsind nici eminenți „Principi ai Bisericii”. Jorge Manrique s-a căsătorit în 1470 cu sora mamei sale vitrege, doña Guiomar.
La 24 ani Jorge Manrique a participat la asediul castelului Montizón (din Villamanrique, Ciudad Real), câștigându-și renumele de bun militar. „Moto”-ul său era ni miento ni m'arrepiento (nici nu mint, nici nu regret). A fost pentru scurt timp prizonier în Baza, după ce a participat la o încercare de cucerire a acestui oraș, în care a murit fratele său Rodrigo. S-a înrolat apoi în trupele care o sprijineau pe Elisabeta Catolica pentru succesiunea la tron. În timpul unei lupte din 1479 în apropierea castelului Garcimuñoz din Cuenca, poetul a fost rănit mortal. Nu este sigur dacă poetul a murit pe câmpul de luptă sau câteva zile mai târziu în campament. Rades de Andrada a semnalat că în ultimele haine purtate de poet s-au găsit două cuplete care încep : „¡Oh mundo!, pues que me matas” („O, lume! Păi mă omori”). A fost înmormântat în mănăstirea din Uclés, care aparținea ordinului Santiago. La puțin timp după aceea, Elisabeta Catolica avea să triumfe în războiul de succesiune, devenind Elisabeta I a Castiliei.
Jorge Manrique a fost mai degrabă un militar decât un scriitor, fiind totuși considerat un reprezentant al Prerenașterii. Mulțumită lui, limba spaniolă iese din cadrul strict al Curții și al mănăstirilor, pentru a descrie trăirile unui autor cult, pus în fața unui eveniment important din viața sa. Autorul reușește să cuprindă într-o singură carte emoțiile ce au definit scurta sa existență.

## Opera
Opera poetică a lui Jorge Manrique se rezumă la 40 de creații. Sunt clasificate de regulă în trei categorii : de dragoste, satirice și doctrinale. Predomină cele satirice și amoroase, în limitele stabilite de poezia „cancioneril” (gen de poezie cultă ce se cultiva în secolul XV, în special în metru minor) și cu influențe provensale, pe un ton de galanterie erotică mascată de alegorii subtile. Din toate creațiile se remarcă „Coplas por la muerte de su padre” („Cuplete pentru moartea tatălui său”), grație îmbinării reușite de tradiție și originalitate. În ea Jorge Manrique face elogiul tatălui său defunct, arătându-l eroic, virtuos și senin în fața morții. Această poezie este una de referință în literatura spaniolă. Lope de Vega a afirmat despre ea că „merecía estar escrita en letras de oro” („ar merita să fie scrisă cu litere de aur”).
Procedeele metrice ale lui Manrique se rezumă la uzul repetat al cântecului, la cupletul regal, cupletul castilian, cupletul de picior metric întrerupt, „esparza” (când gândirea exprimată artistic este condensată într-o singură strofă) și cupletul de artă minoră. Poetul nu este preocupat întotdeauna de rimă. Nu abuzează de cultisme și preferă un limbaj clar. Utilizează și unele vulgarisme, care contribuie la atmosfera de simplitate și sobrietate și pe care le introduce perfect în tehnica retorică și în jocurile de cuvinte specifice timpului său.